# Archibald Warnock
Archibald Warnock, är en amerikansk astronom.
Minor Planet Center listar honom som A. Warnock och som upptäckare av 7 asteroider. Alla tillsammans med landsmannen Edward L.G. Bowell.

## Asteroider upptäckta av Archibald Warnock
| 4779 Whitley [A]                               | 6 december 1978 |
| 10461 Dawilliams [A]                           | 6 december 1978 |
| 11261 Krisbecker [A]                           | 6 december 1978 |
| 1978 XW [A]                                    | 6 december 1978 |
| 1978 XX [A]                                    | 6 december 1978 |
| 1978 XD1 [A]                                   | 6 december 1978 |
| 1978 XT [A]                                    | 6 december 1978 |
| Upptäckt tillsammans med: A Edward L.G. Bowell |                 |